# NGC 1541
NGC 1541 is een spiraalvormig sterrenstelsel in het sterrenbeeld Stier. Het hemelobject werd op 14 november 1863 ontdekt door de Duitse astronoom Albert Marth.

## Synoniemen
- PGC 14792
- UGC 3001
- MCG 0-11-40
- ZWG 392.13